# Знаменская церковь (Вильнюс)
Знаменская церковь (Церковь в честь иконы Пресвятой Богородицы «Знамение», Церковь Знамения Божией Матери) — православный храм во имя иконы Божией Матери «Знамение», построенный по проекту виленского архитектора Михаила Прозорова в 1903 году в Вильне. Располагается недалеко от Жверинского моста, на вершине холма, круто сбегающего к реке, у угла улиц Витауто и Мицкявичяус. Византийские купола церкви замыкают перспективу проспекта Гедимина в западном направлении; на восточном конце главной улицы города виднеется римско-католический Архикафедральный собор.
Адрес: улица Витауто, 21 (Vytauto g. 21).
Настоятель: митрофорный протоиерей Пётр Мюллер.

## История
К началу XX века назрела необходимость в новом православном храме в районе Александрия (ныне Жверинас) на правом берегу реки Вилии (Нерис), где проживало около 2,5 тысяч. Ближайшим православным храмом была приходская Архангело-Михайловская церковь на Снипишках, находящийся на значительном удалении. В то время в этом месте ещё не было моста через Вилию: деревянный мост соединил Александрию с городом только в 1901 году (по другим сведениям в 1892 году), позднее был построен каменный мост.
Виленское Свято-Духово братство 5 октября 1897 года приняло решение о строительстве новой церкви. Храм строился и обустраивался на пожертвования частных лиц. Началом послужило крупное пожертвование в 5000 рублей архиепископа Холмского и Варшавского Иеронима (Экземплярский), который до 1898 года несколько лет занимал Виленскую кафедру. Ещё 5000 рублей разновременно пожертвовал архиепископ Виленский и Литовский Ювеналий (Половцев). Участок земли (размером в 6300 м2 и стоимостью более 50 тысяч рублей) для строительства православного храма безвозмездно выделил тогдашний землевладелец В. В. Мартинсон. По завещанию прах его покоится в ограде церкви.
Особенно значительные вклады в строительство внесли московский домовладелец И. В. Васильев и профессор Московского университета А. А. Крюков, приславшие на сооружение храма 40000 рублей.
На выделенные Свято-Духовым братством 10 тысяч рублей были начаты первоначальные работы по возведению храма. 14 октября 1899 года архиепископ Виленский и Литовский Ювеналий освятил место закладки церкви. Строительство церкви началось в 1903 году. Недостающие для возведения храма 21790 рублей отпустил Священный Синод.
Освятил церковь 1 июня 1903 года архиепископ Ювеналий. Незадолго до того переведённый в Вильну из Курска, владыка благословил новый храм списком с чудотворной Курской Коренной иконы Божией Матери «Знамения», почитавшейся главной святыней Курска. Помещённая на иконостасе слева от Царских врат, эта икона была, к сожалению, утрачена.
В 1948 году Патриарх Московский и всея Руси Алексий (Симанский) в благословение храму подарил другой список Курской-Коренной иконы, который был помещён на место утерянного в левом приделе в честь преподобномученицы Евдокии.
Ко времени освящения при церкви с 1901 года в соседнем доме действовала церковно-приходская школа. На территории храма было построено здание для детского приюта и оборудована библиотека с большим читальным залом. Первым настоятелем Знаменской церкви стал протоиерей Климент Смольский (1903—1907). Во время Первой мировой войны при Знаменском храме действовал приют для детей из бедных семей. В приюте содержались дети независимо от конфессиональной принадлежности (помимо детей из православных семей, были дети из семей старообрядческих и католических).
Со дня освящения Знаменской церкви богослужения не прерывались ни во время мировых войн, ни в советский период (по другим сведениям, в церкви не служили с сентября 1915 года до 1919 года, во время немецкой оккупации и при большевистском режиме). В 1946 году насчитывалось 400 постоянных прихожан. Официально приход был зарегистрирован в 1948 году. В 1956 году на средства, выделенные Московской патриархией, был проведён капитальный ремонт храма.
В 1990-х годах на собранные пожертвования были заказаны четыре новых колокола, отлитые на Воронежском металлургическом заводе (самый крупный весом 280 кг). По замыслу и эскизам протоиерея П. Мюллера (художника по мирской профессии) над главным престолом был смонтирован новый витраж и центральную часть церкви украсило паникадило в современном стиле.
В 2007—2010 годах храм капитально ремонтировался; были реставрированы кровля, заменены окна, стропила, балки. Одной из прихожанок из личных средств было пожертвовано около 11 тонн меди.
Настоятелем церкви с 1988 года является митрофорный протоиерей Пётр Мюллер. Его стараниями при храме действуют воскресная школа для детей и взрослых, Молодёжный музыкальный центр, благотворительное общество «Благоволение».

## Архитектура и убранство
Знаменский храм воздвигнут из жёлтого кирпича в русско-византийском архитектурном стиле, для которого характерны монументальность, многокупольность и отделка декором. Автором проекта был виленский архитектор М. М. Прозоров, строительными работами руководил подрядчик Николай Маврикин.
Колокольня составляет единое целое со зданием. Цоколь храма сложен из булыжника. Стены облицованы профильным кирпичом. Особая кирпичная кладка придаёт зданию нарядность: одни ряды кирпича втоплены в стены, другие же выступают. Таким образом на стенах церкви образуются сдержанные узоры, гармонирующие с монументальностью. Фасад церкви искусно декорирован.
Церковь трёхпрестольная: помимо главного престола, в ней имеются приделы во имя Иоанна Крестителя и преподобномученицы Евдокии. Иконостас из мореного дуба исполнен виленским резчиком и живописцем И. Молокиным.
Орнамент мозаичного пола выполнен за собственный счёт подрядчиком Н. Маврикиным. Церковь отапливалась горячим воздухом, поступавшим из двух расположенных в подвале печей.
В 1990-х годах при разборе завалов на чердаке церкви были обнаружены писанные на металле иконы, выполненные в стиле мастеров школы художника В. М. Васнецова. На стенах храма заняли место иконы Святого равноапостольного царя Константина, Святых мучениц Веры, Надежды, Любови и матери их Софии, святых благоверных князей Александра Невского и Михаила Тверского.